# Herbert-Dröse-Stadion
Das Herbert-Dröse-Stadion ist ein Fußballstadion mit Leichtathletikanlage in der hessischen Stadt Hanau. Es wird hauptsächlich für Fußball und American Football genutzt. Die 1951 eingeweihte Sportanlage ist heute nach dem ehemaligen Oberbürgermeister von Hanau, Herbert Dröse, benannt. 

## Lage
Das Stadion liegt an der Burgallee im Hanauer Stadtteil Kesselstadt. Das Stadion befindet sich direkt neben dem Bahnhof Hanau-Wilhelmsbad und nicht weit entfernt befindet sich der Staatspark Wilhelmsbad.

## Ausstattung
Das Stadion verfügt über ein Spielfeld aus Naturrasen sowie Leichtathletikanlagen. Die Haupttribüne umfasst knapp 900 überdachte Sitzplätze, die Gesamtkapazität wird je nach Sportart zwischen 13.000 und 16.000 Zuschauern angegeben.

## Sportereignisse
Das Herbert-Dröse-Stadion war von 1951 bis 1999 Austragungsort der Heimspiele des FC Hanau 93. Bis 1999 war es ebenfalls Heimstätte des ehemaligen American-Football-Teams Hanau Hawks. Seitdem tragen dort die American-Football-Spieler der Hanau Hornets sowie die Fußballer des Hanauer SC 1960 ihre Heimspiele aus. 
Überregional und international ist die Anlage vor allem durch American Football bekannt. Am 12. Juli 2003 fanden die Finalspiele der American-Football-Weltmeisterschaft im Herbert-Dröse-Stadion statt und im Jahr 2001 gewann die deutsche Nationalmannschaft das Endspiel um die American-Football-Europameisterschaft gegen Finnland in Hanau. Auch der German Bowl, der Ladiesbowl sowie der Junior Bowl gastierten bereits im Stadion.
In den Jahren 2001 und 2007 war das Stadion Austragungsort des Finales um den Fußball-Hessenpokal.